# Sam Morrow
Samuel Morrow, detto Sam (Derry, 3 marzo 1985), è un ex calciatore nordirlandese, di ruolo attaccante.

## Palmarès

### Club

#### Competizioni nazionali
- Coppa di Lega irlandese: 2

Derry City: 2007, 2008
- Scottish First Division: 1

Ross County: 2011-2012